# Iris Love
Iris Cornelia Love (n. 1 august 1933, New York City, New York, SUA – d. 17 aprilie 2020, New York City, New York, SUA) a fost o arheologă americană, cel mai bine cunoscută pentru redescoperirea Templului Afroditei din Knidos.

## Carieră
În 1933, Iris Love s-a născut în New York în familia lui Cornelius Love și Audrey Josephthal, o stră-stră-nepoată maternă a lui Meyer Guggenheim.
A fost interesată de arheologie și istoria artei de la o vârstă fragedă, fiind încurajată de experții care frecventau casa părinților ei, precum directorul Muzeului Metropolitan de Artă James Rorimer și arheologa Gisela Richter.
Love a studiat la Colegiul Smith, perioadă în care a petrecut și un an în străinătate, la Universitatea din Florența. În timpul pregătirii tezei de licență în Italia, ea a comparat statuetele războinicilor etrusci de la Muzeul Național de Arheologie, Florența cu cele de la Met din New York și a concluzionat că acesta din urmă deținea falsuri. Din respect pentru cunoștințele din New York, ea a ezitat să publice observațiile inițial și a decis să-i avertizeze înainte de a publica rezultatele în 1960. Muzeul a anunțat falsurile prin intermediul New York Times, fără a recunoaște însă munca ei.
Love nu a terminat doctoratul început la Universitatea din New York, ocupându-se de o excavație de pe insula Samothraki din Marea Egee între 1957 și 1965. Ulterior, a devenit profesor asistent la C.W. Post Long Island University (LIU Post).

## Knidos și controverse
Love este, probabil, cel mai bine cunoscută pentru lucrările arheologice din Knidos, care au început atunci când a călătorit acolo cu arheologul turc Așkıdil Akarca și care au continuat după strângeri anuale de fonduri de la Long Island University pentru excavare. În 1969, echipa sa a descoperit o fundație despre care Love credea că reprezenta rămășițele Templului Afroditei, instinct confirmat de inscripții găsite în anul următor.
Descoperirea a atras atenția presei internaționale, atunci când a fost prezentată la întâlnirea anuală a Institutului de Arheologie din America, și a atras mulți oaspeți celebri la situl arheologic, printre care Mick Jagger și Bianca Jagger. Această publicitate a adus în discuție interpretarea lui Love, criticii acuzând-o că a transformat un sit arheologic într-un loc de vacanță exclusivist. 
În anul 1970 Love a fost implicată într-o altă discuție controversată de cercetare. Ea a crezut că a găsit capul original al Afroditei realizate de către artistul Praxiteles în depozitele de la British Museum, ceea ce ar fi fost una dintre cele mai spectaculoase descoperiri din istoria artei antice. Curatorul greco-roman Bernard Ashmole a contestat această interpretare (și implicația că el a trecut cu vederea capodopera până atunci), creând o dispută în presă. Din această cauză, Love s-a concentrat pe căutarea statuii și a continuat săpăturile, cu numeroase șanțuri și tranșee adânci, care încă pot fi observate în Knidos.
Guvernul turc i-a revocat în cele din urmă licența de cercetare în Knidos. Astfel, Love a început mai multe proiecte de cercetare, inclusiv în Ancona și Golful din Napoli, unde a căutat în primul rând alte altare pentru Afrodita. Ulterior, ea s-a retras din arheologie, trăind în Grecia, Italia și New York, unde a locuit timp de mai mulți ani cu bine-cunoscuta jurnalistă de scandal Liz Smith și s-a devotat reproducerii de câini Teckel, pentru care a câștigat mai multe premii.
Iris Love a murit pe 17 aprilie 2020 la New York-Presbyterian/Weill Cornell Medical Center din Manhattan, în urma infecției cu virusul SARS-CoV-2, în timpul pandemiei de coronaviroză din 2019-20.